# Pozsonec Mária
Pozsonec Mária (Hosszúfalu, 1940. január 16. – 2017. április 3.) szlovéniai magyar politikus, parlamenti képviselő.

## Tanulmányai
Az általános iskola elvégzése után a szabadkai tanítóképzőben tanult. 1959-ben a domonkosfai kétnyelvű általános iskolában kezdett tanítani. Munka mellett végezte el a maribori pedagógiai akadémiát. Tanulmányait később az újvidéki filozófiai fakultáson folytatta, de ezt nem fejezte be.

## Pályája
1980-tól aktívan részt vett a helyi magyar közéletben, a nemzetiségi politikában. A muravidéki magyarok szövetségének alelnöke volt, a korábbi két időszakban elnöke volt ennek a testületnek.
1990-ben az első demokratikus választásokon az akkor még Jugoszlávia részét képező szlovén tagköztársaság parlamentjébe választották képviselőnek. A független Szlovénia parlamenti választásain 1992-ben, 1996-ban, 2000-ben és 2004-ben egyaránt a magyar nemzeti közösség képviselőjévé választották, 2008-ban azonban alul maradt; Göncz László nyert. 2002-től 2008-ig Lendva alpolgármestere volt. 2002-ben Hodos község díszpolgára lett.
Aktívan részt vett egy sor parlamenti testület munkájában, különösen a nemzeti közösségek parlamenti bizottságában, amelynek vezetője is volt.
2018. július 22-én emlékére Hodoson mellszobrot avattak. Az események nemzetiségi politikusok mellett Milan Kučan is részt vett.

## Díjak
- A Magyar Érdemrend lovagkeresztje (2009)[1]